# Denkmalschutzgesetz (Schleswig-Holstein)
Das Gesetz zum Schutz der Denkmale (Denkmalschutzgesetz) des Landes Schleswig-Holstein (DSchG SH 2015) ist die gesetzliche Grundlage für Denkmalschutz und Denkmalpflege in Schleswig-Holstein. Aufgrund der grundgesetzlich geregelten Kulturhoheit der Länder fällt das Denkmalrecht in der Bundesrepublik Deutschland in die Zuständigkeit der Ländergesetzgebung.

## Geschichte
Das erste schleswig-holsteinische Denkmalschutzgesetz wurde am 7. Juli 1958 verabschiedet und trat am 1. Oktober 1958 in Kraft. Es wurde letztmals 1996 novelliert und 2015 durch das derzeit geltende Denkmalschutzgesetz ersetzt.

## Inhalt

### Aufgabenstellung
Die Präambel des Gesetzes definiert Denkmale als „materielle Zeugen menschlichen Wirkens“ und bestimmt als Aufgabe des Denkmalschutzes und der Denkmalpflege, durch die Erhaltung von Denkmalen dem „Grundbedürfnis […] nach Erinnerung zu dienen“. Die Nutzung von Denkmalen hat sich an der Substanzerhaltung zu orientieren.
Diese Intention wird in § 1 näher ausgeführt, indem Denkmalschutz und Denkmalpflege die Erfassung, Erforschung und Dokumentation von Denkmalen aufgetragen wird, die Verpflichtung zum Zusammenwirken aller Beteiligten festgelegt wird und alle Körperschaften des öffentlichen Rechts zur Pflege ihrer Denkmäler verpflichtet werden.

### Arten von Denkmalen
Das Gesetz unterscheidet Kulturdenkmale  und Schutzzonen. Kulturdenkmale sind bewegliche oder unbewegliche Sachen „aus vergangener Zeit, deren Erforschung und Erhaltung wegen ihres besonderen geschichtlichen, wissenschaftlichen, künstlerischen, technischen, städtebaulichen oder die Kulturlandschaft prägenden Wertes von öffentlichem Interesse ist“ (§ 2 (2)). Dazu gehören insbesondere Baudenkmale, archäologische Denkmale, Gründenkmale wie Garten-, Park- und Friedhofsanlagen sowie Einzelstücke und Sammlungen beweglicher Kulturdenkmale.
Zu den Schutzzonen gehören Welterbestätten samt dazugehörigen Pufferzonen, Denkmalbereiche und Grabungsschutzgebiete. Denkmalbereiche als größere kulturlandschaftliche Einheiten können zum Beispiel Siedlungsstrukturen, Ortsbilder und -grundrisse sein. Grabungsschutzgebiete sind Gebiete, in denen „archäologische Denkmale bekannt oder zu vernuten sind“ (§ 2 (3) 4.).

### Denkmalschutzbehörden
Das Kultusministerium Schleswig-Holstein fungiert als oberste Denkmalschutzbehörde des Landes. Ihm nachgeordnet sind das Landesamt für Denkmalpflege Schleswig-Holstein und das Archäologische Landesamt Schleswig-Holstein als obere Denkmalschutzbehörden. Dabei ist das Archäologische Landesamt für die archäologischen Kulturdenkmale und Schutzzonen zuständig, das Landesamt für Denkmalpflege für alle übrigen Kulturdenkmale und Schutzzonen. Diese beiden Behörden üben die Fachaufsicht über die Kreise und kreisfreien Städte aus, die als untere Denkmalbehörden für den Vollzug des Gesetzes zuständig sind. Eine Besonderheit gilt für die Hansestadt Lübeck, die für ihren Bereich zugleich obere Denkmalschutzbehörde ist und diese Aufgabe durch ihren Bereich Archäologie und Denkmalpflege der Hansestadt Lübeck wahrnimmt. 
Die oberste Denkmalschutzbehörde richtet einen ehrenamtlichen, unabhängigen Denkmalrat ein; die unteren Denkmalschutzbehörden können ehrenamtliche Denkmalbeiräte bilden. Ferner können ehrenamtliche Vertrauensleute für Kulturdenkmale bestellt werden. Für Welterbestätten sind eine Welterbekoordination und ein Welterbebeauftragter zu berufen und ein Managementplan aufzustellen. Das UNESCO-Welterbe in Schleswig-Holstein umfasst drei Welterbestätten: Schleswig-Holsteinisches Wattenmeer (zählt zum UNESCO-Weltnaturerbe „Deutsches Wattenmeer“ seit 2009), Hansestadt Lübeck (UNESCO-Weltkulturerbe seit 1987), Archäologischer Grenzkomplex Haithabu und Danewerk (UNESCO-Weltkulturerbe seit 2018).

### Denkmalschutz
Das Gesetz legt fest, dass die Belange des Denkmalschutzes und der Denkmalpflege bei allen öffentlichen Planungen und Maßnahmen zu berücksichtigen sind. Das schließt die frühzeitige Beteiligung der Denkmalschutzbehörden bei allen denkmalschutzrelevanten Planungen ein.
Im Einzelnen erfolgt der Schutz der Kulturdenkmale durch Eintragung in eine elektronische  Denkmalliste, die von den oberen Denkmalbehörden geführt wird. Die Denkmallisten lösen die im Denkmalschutzgesetz von 1958 vorgeschriebenen Denkmalbücher ab. Bei unbeweglichen Kulturdenkmalen besteht der gesetzliche Schutz unabhängig von einer Eintragung in die Denkmalliste. Im Unterschied zu den Denkmalbüchern, bei denen Eintragung und Einsichtnahme nur auf Antrag erfolgten, geschieht die Eintragung in die Denkmalliste von Amts wegen und die Denkmalliste wird veröffentlicht.
Für bewegliche Kulturdenkmale wird eine gesonderte Denkmalliste geführt. Hier ist die Eintragung in die Denkmalliste, die von Amts wegen oder auf Antrag der Eigentümer erfolgen kann, als Verwaltungsakt Voraussetzung für den gesetzlichen Schutz als Kulturdenkmal; die Liste ist grundsätzlich nicht öffentlich.
Schutzzonen werden von den oberen Denkmalschutzbehörden im Benehmen mit den übrigen Denkmalschutzbehörden und den Kommunen durch Verordnung ausgewiesen. Anerkannte Welterbestätten gelten automatisch als Schutzzonen.

### Auswirkungen des Denkmalschutzes
Instandsetzung, Veränderung, Vernichtung sowie Veränderungen des Ortes und der Umgebung eines Kulturdenkmals sind nur mit Genehmigung der unteren Denkmalschutzbehörde erlaubt. Eine Genehmigung der oberen Denkmalschutzbehörde ist erforderlich für Maßnahmen, die geeignet sind, Denkmalbereiche wesentlich zu beeinträchtigen, Maßnahmen, die Grabungsschutzgebiete oder Welterbestätten beeinträchtigen oder gefährden können, Eingriffe in den Bestand eines Denkmals zu Forschungszwecken, archäologische Untersuchungen zum Auffinden von Kulturdenkmalen sowie Erdarbeiten und Bergungen durch Taucher an Stellen, wo Kulturdenkmale bekannt oder zu vermuten sind. Das Genehmigungsverfahren wird durch das Gesetz näher bestimmt. Wenn eine genehmigungspflichtige Maßnahme ohne Genehmigung oder unsachgemäß durchgeführt wird, kann die Denkmalschutzbehörde die Wiederherstellung des alten Zustandes auf Kosten des Verursachers anordnen. 
Eigentümer und sonstige Verfügungsberechtigte haben Denkmale im Rahmen des Zumutbaren zu erhalten und vor Gefährdung zu schützen. Eigentümerwechsel sind der oberen Denkmalschutzbehörde unverzüglich mitzuteilen. Die vorsätzliche oder grob fahrlässige Beschädigung eines Denkmals verpflichtet zum Ersatz des Schadens.
Bei zulässigen Eingriffen in ein Denkmal hat der Verursacher im Rahmen des Zumutbaren die Kosten für die Untersuchung, Erhaltung und Dokumentation des Denkmals zu tragen.
Die Denkmalschutzbehörden haben ein Recht auf erforderliche Auskünfte und Besichtigung von Denkmälern. Sie können Handlungen untersagen, die geeignet sind, ein Denkmal zu schädigen oder zu gefährden, und auf Kosten der Eigentümer oder Verfügungsberechtigten notwendige Maßnahmen treffen, wenn diese ihrer Pflicht zum Denkmalschutz nicht nachkommen. Die wirtschaftliche Nutzung eines Grundstücks, auf dem sich Denkmale befinden, kann eingeschränkt werden.
Auf berechtigte Belange der Verpflichteten ist bei allen behördlichen Maßnahmen Rücksicht zu nehmen.

### Denkmalfunde
Der Fund von Kulturdenkmalen ist unverzüglich der oberen Denkmalschutzbehörde zu melden; die Fundstelle darf, soweit zumutbar, nicht verändert werden. Bewegliche Kulturdenkmale, deren Eigentümer nicht mehr zu ermitteln sind und die bei staatlichen Nachforschungen, in Grabungsschutzgebieten oder bei nicht genehmigten Grabungen entdeckt werden oder einen hervorragenden wissenschaftlichen Wert haben, gehen in das Eigentum des Landes über (Schatzregal). Die Finder haben Anspruch auf eine angemessene Belohnung, außer bei staatlichen Nachforschungen oder ungenehmigten Grabungen. Ansonsten können Land, Kreis oder Gemeinde innerhalb von drei Monaten die Ablieferung eines gefundenen Gegenstandes verlangen, wenn sich andernfalls sein Erhaltungszustand verschlechtern oder er der wissenschaftlichen Forschung verlorengehen könnte.

### Straftaten und Ordnungswidrigkeiten
Die vorsätzliche ungenehmigte Zerstörung oder Beschädigung eines Kulturdenkmals, die ungenehmigte Durchführung archäologischer Grabungen und die Inbesitznahme gefundener Gegenstände werden mit Freiheitsstrafe bis zu zwei Jahren oder Geldstrafe bedroht.
Darüber hinaus können als Ordnungswidrigkeiten mit einer Geldbuße bis zu 100.000 Euro (in besonders schweren Fällen bis zu 500.000 Euro) geahndet werden: die ungenehmigte Durchführung genehmigungspflichtiger Maßnahmen, der Verstoß gegen Mitteilungs- und Auskunftspflichten, das Beiseiteschaffen oder Zerstören eines ablieferungspflichtigen Denkmals, der Verstoß gegen eine Verordnung aufgrund des Gesetzes sowie unrichtige Angaben, Pläne oder Unterlagen.

### Enteignung
Kulturdenkmale können enteignet werden, wenn eine Gefahr für ihre Erhaltung auf andere Weise nicht zu beseitigen ist. Außerdem kann die obere Denkmalschutzbehörde ein Kulturdenkmal bis zu einem Monat in Besitz nehmen, wenn auf andere Weise eine Schädigung nicht abgewehrt werden kann. Die Eigentümer sind für erlittene Vermögensnachteile zu entschädigen.